# Sör Åmyra
Sör Åmyra är en by i Huddunge socken, Heby kommun.
Sör Åmyra omtalas första gången i jordeboken 1538 och är då en utjord till Norr Åmyra. I jordeboken 1539 anges den som ett halvt mantal skatte och kallas då "Littla Åmire". Från 1540 räknas gården som ett fullt mantal. Det kallas fram till 1600-talet vanligen "lilla" eller "lissla" Åmyra, därefter börjar under slutet av 1600-talet formen Sör Åmyra att slå igenom. Byn är belägen två och en halv kilometer från Norr Åmyra. 
Bland övriga bebyggelser på ägorna märks Granlunda, uppfört omkring 1920, Hedåker, uppfört omkring 1910, Högsberga, uppfört 1881, torpplatsen Löfåsen, känd sedan 1803, där det vid mitten av 1800-talet fanns tre torp. Ett torp som kallats Svanströms torp är möjligen det äldsta av dessa. De äldre torpen revs i slutet av 1800-talet men ersattes då av ny bebyggelse. Mossboda är känt sedan 1890-talet samt Sveden som under 1800-talet kallades Sandbäck.